# Petr Uličný
Petr Uličný (Uničov, 11 febbraio 1950) è un allenatore di calcio ed ex calciatore ceco, fino al 1993 cecoslovacco, di ruolo centrocampista. È il direttore sportivo dello Znojmo dal marzo 2016.
Da tecnico del Sigma Olomouc, nel 2012 si è imposto nella Coppa ceca battendo lo Sparta Praga in finale per 1-0.

## Palmarès

### Giocatore
- Coppa di Cecoslovacchia: 1

Sparta ČKD Praga: 1971-1972

### Allenatore
- Coppa della Repubblica Ceca: 1

Sigma Olomouc: 2011-2012